# デジレ・ンカウア
- デジレ・ンカオウア

デジレ・ンカウア（Désiré N'Kaoua, 1933年6月13日 - ）は、フランスのピアノ奏者。
フランス領アルジェリアのコンスタンティーヌの出身。地元の音楽院を経て15歳でパリ音楽院に進み、リュセット・デカーヴ、ラザール・レヴィやマルグリット・ロンらにピアノを学んで18歳の時にプルミエ・プリを得て卒業した。1955年から1958年までベルリン・フィルハーモニー管弦楽団の専属ピアノ奏者として所属し、1958年にパリでリサイタルを開いて独奏者としてデビューを飾った。1961年にジュネーヴ国際音楽コンクールのピアノ部門で優勝した他、アルフレート・カゼッラ・ピアノ・コンクールやヴェルチェッリ国際ピアノ・コンクールでも優勝している。1967年からヴェルサイユ音楽院の教授。1988年にはフランス政府から国家功労勲章シュヴァリエ章を贈られた。